# Маазик, Эльза Павловна
Эльза Павловна (Паулевна) Маа́зик (эст. Elsa Maasik; 1908—1991) — советская оперная певица (сопрано). Народная артистка Эстонской ССР (1952). Лауреат Сталинской премии второй степени (1952).

## Биография
Родилась 10 (23 июля) 1908 года на хуторе Каагу (ныне уезд Вырумаа, Эстония). В 1935 году окончила Таллинскую консерваторию (курс А. К. Ардера). Стажировалась в Италии (1939). В 1932—1935 годах работала в Пярну как артистка оперетты театра «Эндла». С 1935 года солистка театра «Ванемуйне» в Тарту, в 1942—1963 годах — ЭстАТОБ в Таллине. Вела концертно-исполнительскую деятельность. С 1963 года преподаватель Талиннского пединститута. С 1974 года доцент Таллинской консерватории. Умерла 30 сентября 1991 года.

## Оперные партии
- «Евгений Онегин» П. И. Чайковского — Татьяна
- «Война и мир» С. С. Прокофьева — Наташа
- «Франческа да Римини» С. В. Рахманинова — Франческа
- «Тангейзер» Р. Вагнера — Елизавета
- «Дон Жуан» В. А. Моцарта — Донна Анна
- «Травиата» Дж. Верди — Виолетта
- «Трубадур» Дж. Верди — Джильда
- «Паяцы» Р. Леонкавалло — Недда
- «Тоска» Дж. Пуччини — Тоска
- «Чио-Чио-сан» Дж. Пуччини — Чио-Чио-сан
- «Огни мщения» Э. А. Каапа — Сайма
- «Певец свободы» Э. А. Каппа — Арму

## Награды и премии
- народная артистка Эстонской ССР (1952)
- Сталинская премия второй степени (1952) — за исполнение партии Арму в оперном спектакле «Певец свободы» Э. А. Каппа
- орден Ленина (30.12.1956)
- орден Трудового Красного Знамени (1950)
- орден «Знак Почёта» (1946)